# August Fourès
August Forès, en occità August Forès i en francès Auguste Fourés, (Castellnou d'Arri, Aude, Llenguadoc 1848 - 1891) fou un poeta, periodista i escriptor en occità i en francès. Era fill d'un jutge de comerç, i fou periodista i director del Petit Toulosain, alhora que també col·laborava amb altres revistes meridionals, com L'En-tracte (1866), L'Investigateur (1867), Méphistotélès (1868), Midi Artiste, La Fraternité de Carcassonne (1869) i L'Echo de Marseille (1870). Va combinar la poesia popular amb un cert refinament, procedent de Victor Hugo, la seva producció fou escrita en un llenguatge vigorós i pur. Compromès amb la llengua i considerat un felibre roig, era defensor de l'albigeisme com a símbol d'identitat meridional i anticlerical, així com de l'anomenat Felibre llatí, impulsor de la identitat llatina. El 1892 va fundar l'Escolo Moundino amb Lois-Xavier de Ricard i Antonin Perbosc.

## Obra

### Com a autor únic
- Silves païennes en prose (1872) (francès)
- Oiselets et fleurettes, poesia (1872) (francès)
- Antée, poema (1873) (francès)
- Marsyas, poema (1874)
- La Crouès de l'inoundaçiu (1875) (occità)
- Le Lion, poema (1875) (francès)
- Les Sauveteurs obscurs, 23 et 24 juin 1875 (1875) (francès)
- Jean Prouvaire. Un agent d'assurances (1878) (francès)
- La Croux del Grand Aigat (1879) (occità)
- Le Coumpousitou (1879) (occità)
- Les Sirventes véhéments (1881) (francès)
- A las Tres-Nouiriços, poema (1882) (occità)
- Les grilhs (1885) (occità)
- Les Grilhs, pouesios del Lauragues (1888) (occità)
- Les Hommes de l'Aude (1889) (francès)
- La Bibliothèque de la ville de Castelnaudary (1891) (francès)
- Les Jeux des enfants en Lauraguais, arrondissement de Castelnaudary (1891) (francès)
- Anthologie du Lauraguais. Les poètes d'oc de Castelnaudary, Arnaud Vidal i Auguste Galtier (1891) (francès)
- Les Cants del soulelh, pouésios del Lauragués (1891) (occità)
- La muso silvestro (1896) (occità)
- La Gueuserie : coureurs de grands chemins et batteurs de pavés (francès)
- Saltimbanques du Languedoc (francès)

### Col·laboracions amb altres autors
- Nouvelles méridionales, amb Champfleury (1875) (francès)
- Œuvres complètes du poète Arnaud Daubasse, maître peignier de Villeneuve-sur-Lot, d'Arnaud Daubasse, Clovis Hugues i Frédéric Mistral (1888) (francès)
- La Litsou de patouès, peço en 1 atté jougado al téatré del eGarréloue, prefaci d'Agusto Fourès (1891) (occità)
- Art des Potiers et manières de table, amb Jean-Pierre Piniès i Paul Sibra (francès)
- Propos sur l'assurance, amb Roger Barthe (francès)

### Prefacis i avant-propòssits
- Alban Germain, Les Hommes du Carcassez, avant-propòssit d'Auguste Fourès (1879) (francès)
- Prosper Estie, L'École, poema, prefaci d'Auguste Fourès (1882) (francès)
- Jean-Félicien Court, Les Troubadours dè l'escolo toulousèno, prefaci d'Agusto Fourès (1891) (occità)